# Schlorzifladen

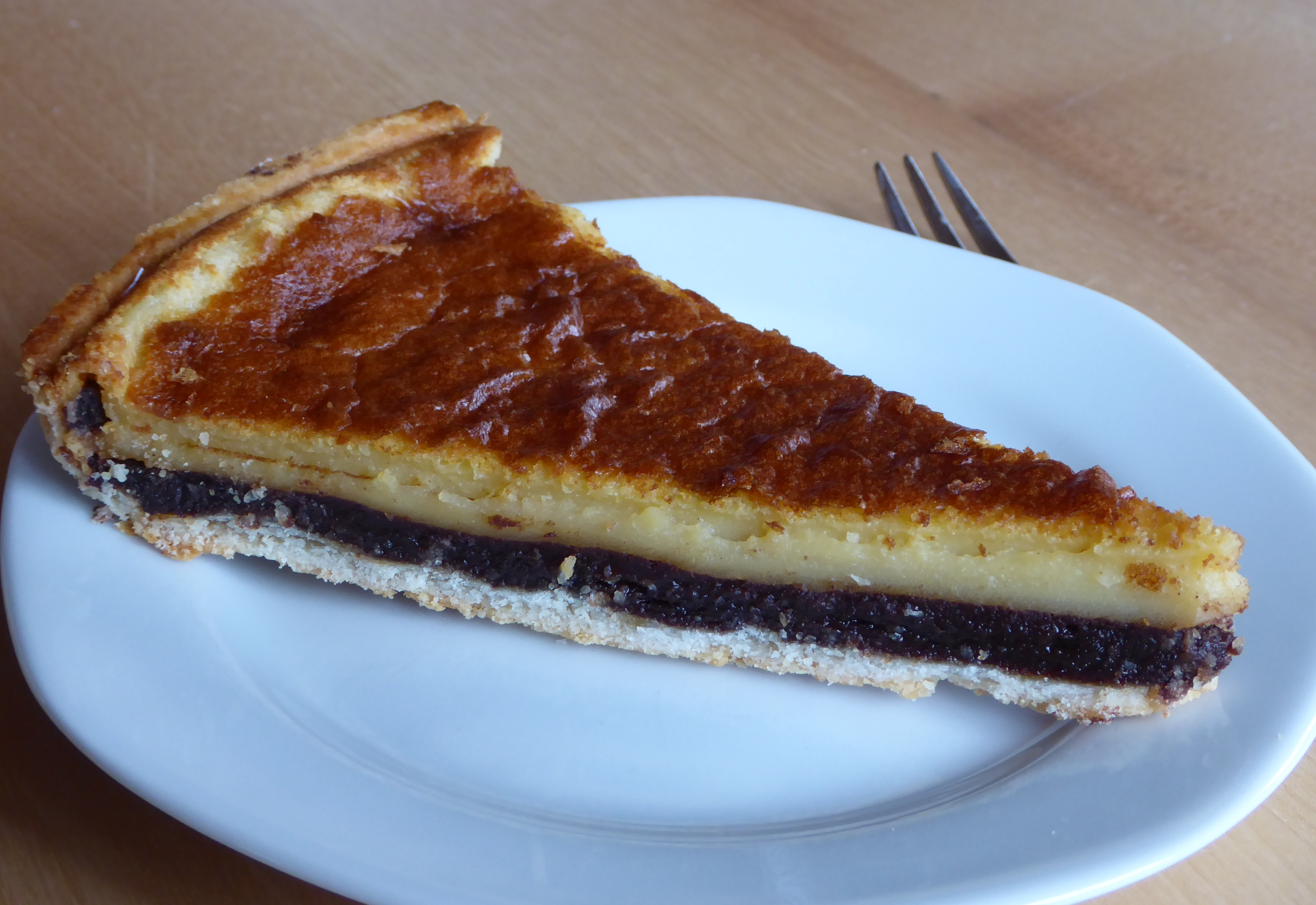
Toggenburger Schlorzifladen

Der Schlorzifladen ist eine runde Wähe (Wähen werden im Verbreitungsgebiet des Gebäcks als Fladen bezeichnet) mit einer Füllung aus passierten Dörrbirnen und einem Rahmguss. Der Kuchen gilt als Toggenburger Spezialität, ist auch im Appenzellerland verbreitet und in Schwyz und im Kanton Zug als Birnen-Kösi-Kuchen bekannt.

## Beschreibung

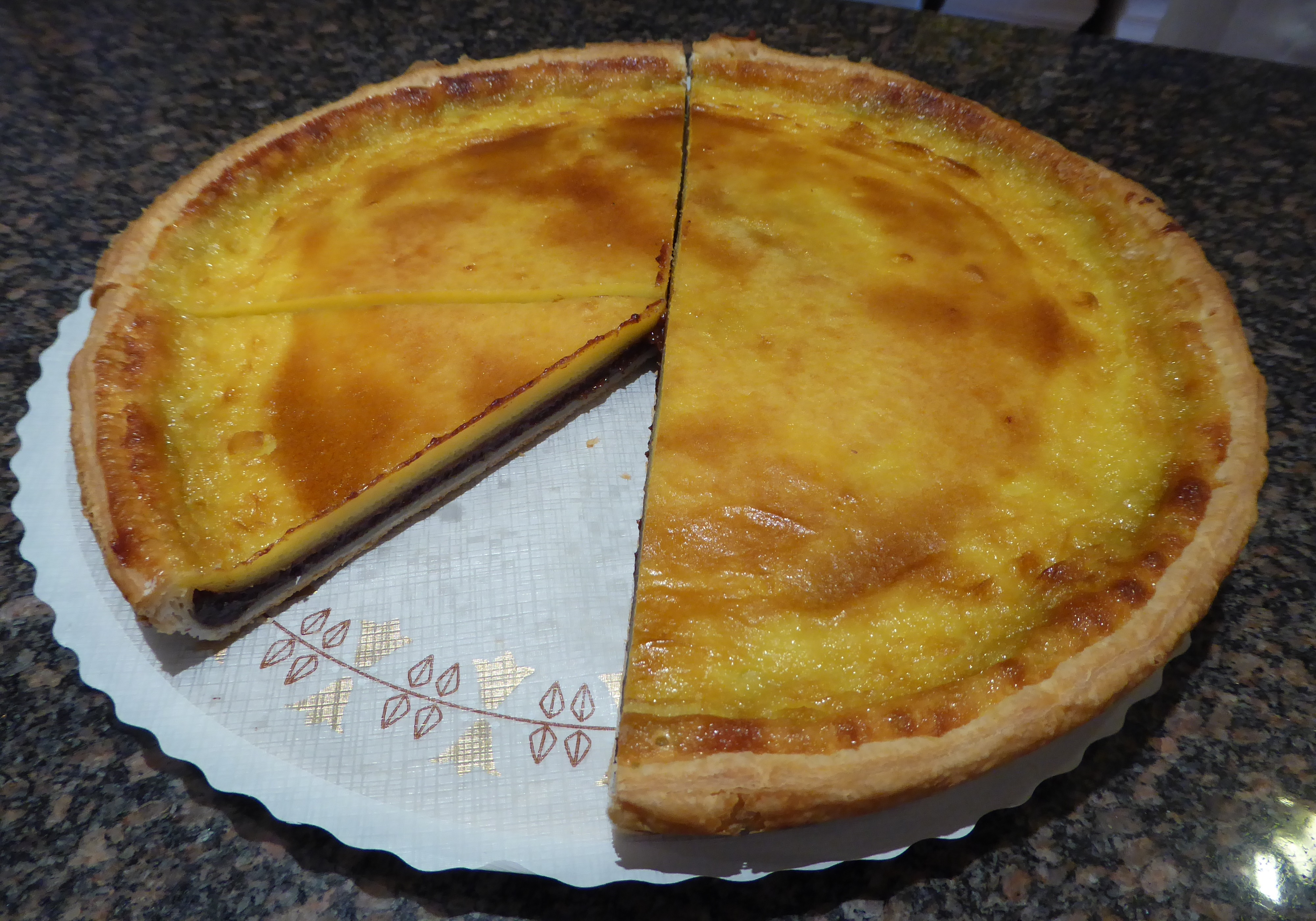
Schlorzifladen, hergestellt von einer Appenzeller Bäckerei

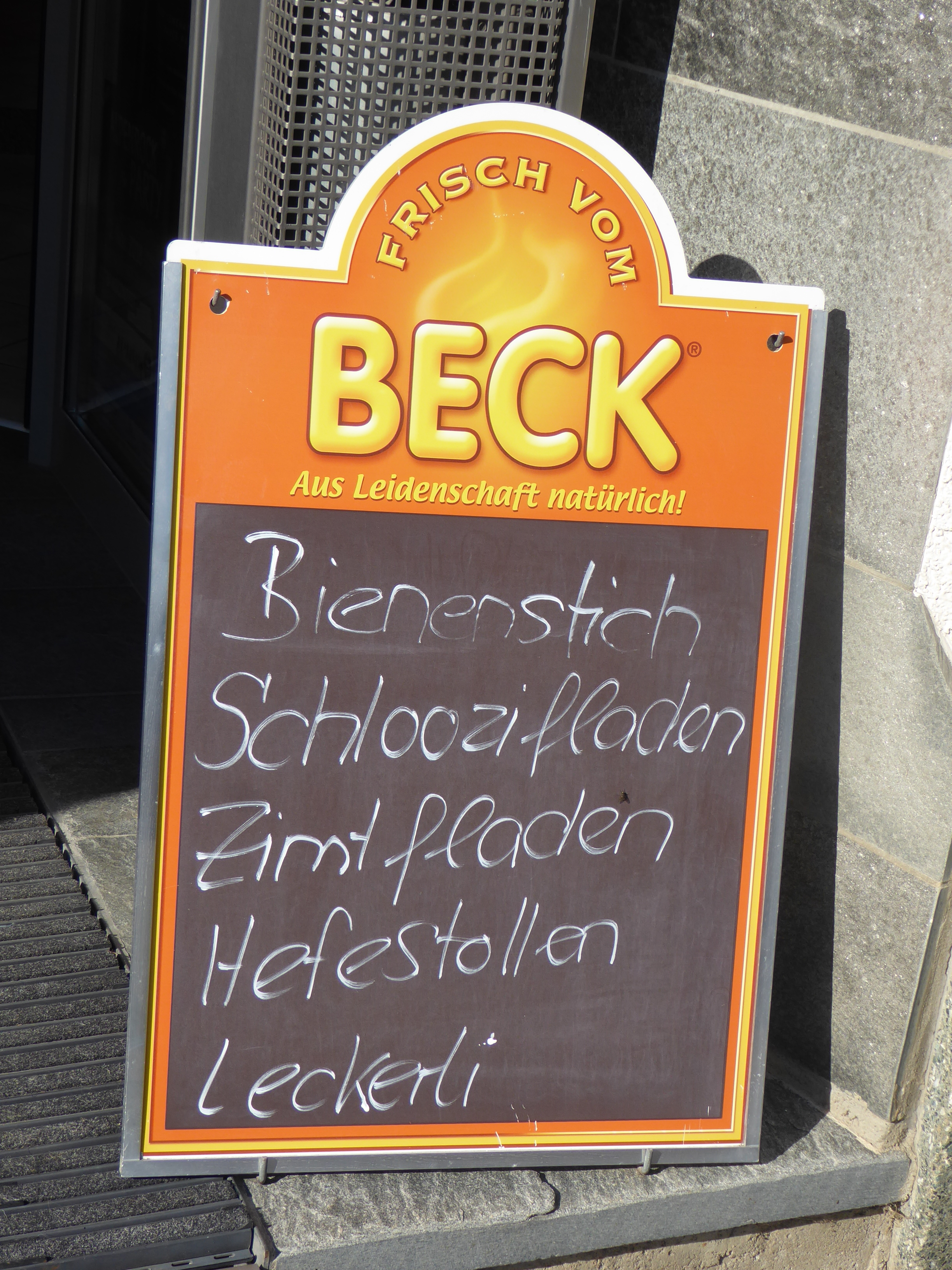
Aushang einer Appenzeller Bäckerei

Der Schlorzifladen ist ein flacher Kuchen, in Teilen der Deutschschweiz als Wähe bezeichnet, mit einem Belag aus gekochten, pürierten Dörrbirnen – der Schlorzi. Über der Schlorzi kommt der aus Eiern, Mehl, Kaffeerahm, Milch, Rahm und Salz bestehende Rahmguss. Je mehr Rahm für den Guss verwendet wird, umso dunkler wird die Oberfläche. In Anspielung auf die beiden Schichten des Belags wird der Schlorzifladen auch Doppelfladen genannt.
Birnenschlorzi, in den Kantonen Bern, Solothurn und Glarus und in der Innerschweiz als Birnenkösi bezeichnet, ist ein breiartiges Gemenge von Birnen und anderen Nahrungsmitteln. Gebäck mit Füllungen aus einem Dörrbirnenmus sind im Schweizer Alpen- und Voralpenraum beispielsweise als Birnbrot verbreitet. Für den hausgemachten Schlorzi existiert kein einheitliches Rezept. Als Flüssigkeit wird Wasser, Wein, Obstbranntwein, Kräuterschnaps, Süssmost oder weisser Traubensaft hinzugegeben, gewürzt wird mit Anis, Zimt und Birnbrotgewürz. Viele Bäcker beziehen für ihren Schlorzifladen eine fertige Birnbrotmasse, die über 40 Prozent Birnen enthält. Da sie mit Hilfe eines Fleischwolfs hergestellt wird, ist ihre Konsistenz feiner als bei einem hausgemachten Schlorzi.
Der Schlorzifladen wird als kleine Mahlzeit kalt, lauwarm oder warm gegessen. Oft wird er mit Schlagrahm garniert.
Zu unterscheiden ist der Schlorzifladen vom
- Birnenfladen oder Birnfladen, bei dem die Birnenfüllung nicht mit Rahm übergossen wird
- Nidelfladen oder Rahmfladen, bei dem der Rahmguss direkt auf den Kuchenteig gegossen wird.

## Geschichte
Die älteste Nennung des Schlorzifladens ist als Bireflade im ersten Band des Schweizerischen Idiotikons aus dem Jahr 1881 zu finden und ist als Kuchen mit verkochten gedörrten Birnen beschrieben. Dörrobst war bis zur Einführung des Kühlschranks in den Privathaushalten in den 1950er-Jahren ein wesentlicher Bestandteil der Mahlzeiten. Um 1900 waren diese Wähen mit Dörrbirnenmus nicht nur in der Ostschweiz verbreitet. Eine eindeutige regionale Zuordnung des Schlorzifladens auf den Kanton St. Gallen und insbesondere auf das Toggenburg sowie auf die beiden Appenzeller Halbkantone fand vermutlich erst nach dem Zweiten Weltkrieg statt. Die Hauptsaison des Schlorzifladens ist der Dezember. Traditionell wird der Schlorzifladen in der Silvesternacht, im Obertoggenburg Hüslinacht genannt, konsumiert.
An der Expo 2002 verteilte der Kanton St. Gallen Schlorzifladen an die Besucher.